# Бин, Тьерри
Бин Тянтхатхеари (кхмер. ប៊ិន ចន្ថាធារី), по французскому паспорту — Тьерри Шан Та Бин (фр. Thierry Chan Tha Bin; 1 июня 1991, Вильпент, Франция) — камбоджийский футболист, игрок малайзийского клуба «Теренггану».

## Клубная карьера
Бин Тянтхатхеари родился во Франции, в городе Вильпент в семье выходцев из Камбоджи. Начал заниматься футболом в молодёжной команде «Страсбура». В 2008 году стал игроком небольшого клуба «Бретиньи». Сыграв один матч, покинул команду. В 2012 году Тьерри вернулся на историческую родину и стал выступать за клуб «Пномпень Краун». За четыре года в команде Бин дважды становился чемпионом страны. В 2017 году стал игроком тайского клуба «Краби», выступающему во втором дивизионе страны. Контракт был подписан на три года. Однако, уже 5 декабря 2017 года Тьерри подписал контракт с недавно вышедшим в малайзийскую высшую лигу «Теренггану».